# 双城镇 (双城市)
双城镇是中国黑龙江省哈尔滨市双城区已撤销的一个镇，位于双城区城区内。
2015年3月撤销双城镇，分设承旭、承恩、永治、永和4个街道。